# Notebooksbilliger.de

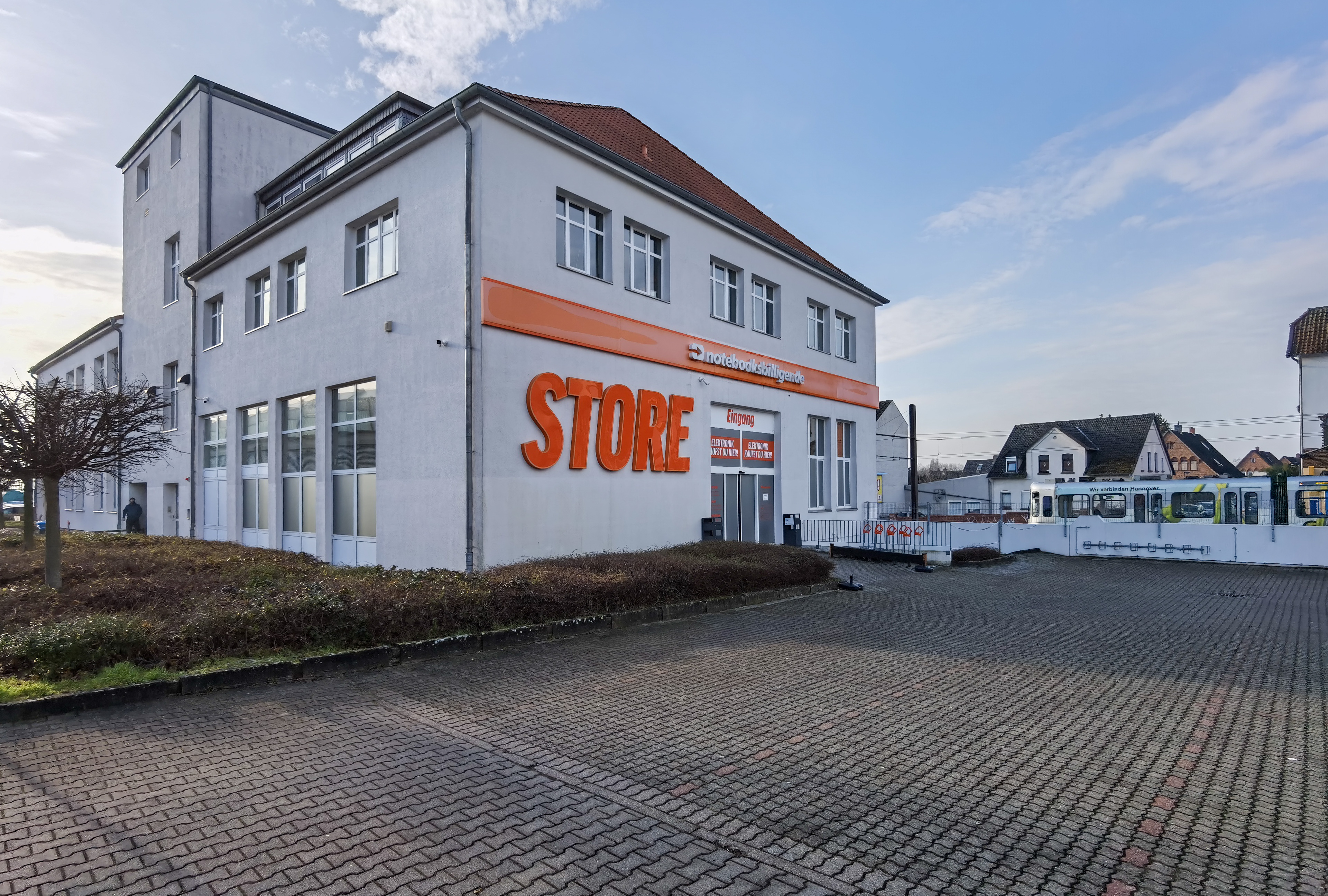
De notebooksbilliger-Store in Hannover Laatzen

Notebooksbilliger.de AG (kort NBB, correcte spelling notebooksbilliger.de AG) is een webwinkel voor laptops, smartphones, tablets, pc's, beeldschermen en consumentenelektronica.

## Geschiedenis
Het bedrijf werd in 1989 opgericht door Arnd von Wedemeyer, oorspronkelijk als eenmanszaak voor de ontwikkeling van software. In 1996 werd het bedrijf omgedoopt tot C&P Network Consulting GmbH. In 2000 richtte het IT-systeem bedrijf voor zakelijke klanten en publieke opdrachtgevers een vestiging op in Karlsruhe. In 2003 werd een andere vestiging opgericht in Potsdam. In 2001 werd een webwinkel voor notebooks geopend onder het domein www.notebooksbilliger.de. In november 2008 werd het bedrijf omgedoopt tot Notebooksbilliger.de AG.
Het belangrijkste bedrijfssegment is de verzending van laptops en mobiele apparaten via het postorderbedrijf notebooksbilliger.de en voor Oostenrijk onder notebooksbilliger.at. In mei 2023 breidde nbb.com uit naar Nederland.
In 2007 boekte het bedrijf met een omzet van 208,4 miljoen euro voor het eerst een omzet van meer dan 200 miljoen euro. In 2008 behaalde Notebooksbilliger.de AG een omzet van 270 miljoen euro, waarmee het qua omzet tot de top tien van internetretailers in Duitsland behoorde. Begin oktober werd de samenwerking met de associatiegroep ElectronicPartner aangekondigd, die in dit kader een minderheidsbelang in Notebooksbilliger.de verwierf. In 2012 was het bedrijf de derde grootste onlinedetailhandelaar in Duitsland, achter Amazon en Otto.  In 2013 werd de omzetgrens van €500 miljoen overschreden en in 2014 €600 miljoen. In het boekjaar 2020 werd 772 miljoen euro omzet geboekt.

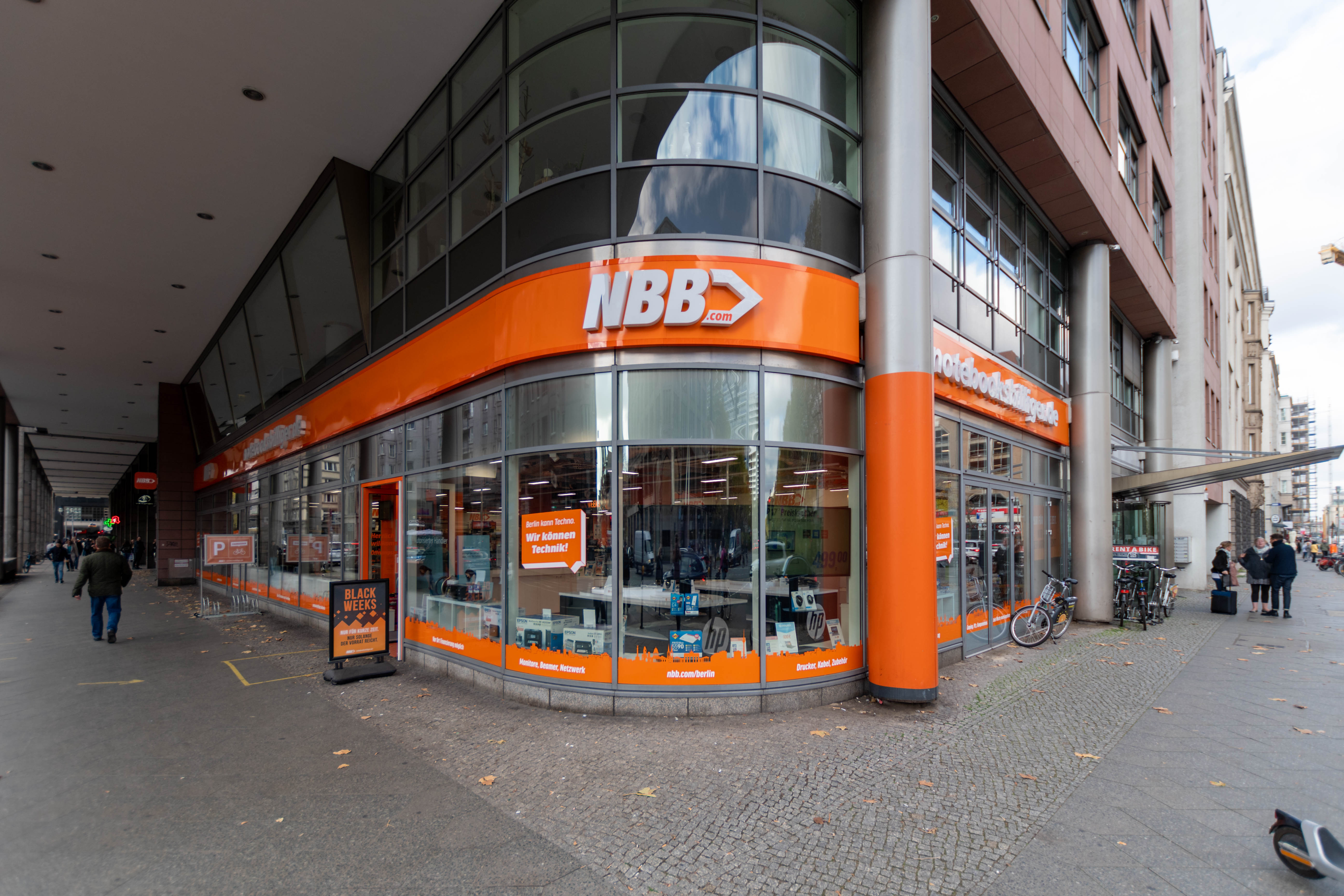
Der notebooksbilliger-Store in Berlin

Eind september 2018 kondigde Notebooksbilliger.de een fusie aan met het retailmerk  Medimax, waardoor de voormalige oprichter Arnd von Wedemeyer weer toetrad tot het bestuur, maar zich in februari 2020 terugtrok om zich in de toekomst bezig te houden met de opbouw van het bedrijf in Spanje. Eind november 2018 werden deze fusieplannen echter weer geschrapt.
In december 2020 werd bekend dat een boete van 10,4 miljoen euro was opgelegd voor cameratoezicht op werknemers dat meer dan 2 jaar duurde. Het bedrijf heeft op 21 december 2020 beroep aangetekend tegen de beslissing. In februari 2023 is er nog steeds geen beslissing over het beroep.
Het hoofdkantoor bevindt zich in Sarstedt bij Hildesheim. Daar bevindt zich ook het centrale magazijn van 3500 m². Andere locaties zijn in Laatzen, Berlijn, Karlsruhe, München en Potsdam.
De eerste fysieke winkel werd in maart 2010 in München geopend. Er volgden winkels in Düsseldorf (2013), Laatzen (2015), Hamburg (2016), Stuttgart (2018), Dortmund (2019) en Berlijn (2020).

## Bezit
Volgens haar eigen informatie bezit C&P Holding GmbH te Sarstedt de meerderheid van de aandelen van de onderneming. Haubrich Holding SE (Holding van ElectronicPartner SE), gevestigd te Düsseldorf, bezit meer dan een kwart van de aandelen.

## Betrokkenheid bij sport
Onder de naam Team Notebooksbilliger.de richtte het bedrijf begin 2006 een eigen professionele wielerploeg en een jeugdwielerploeg op.  Na de Tour de France 2007 kondigde het bedrijf aan dat het zijn wieleractiviteiten aan het eind van dat jaar zou stopzetten. In 2012 bestond er een notebooksbilliger.de Team (mountainbike), dat aan het eind van het jaar weer werd opgeheven. In 2011 sponsorde Notebooksbilliger een team in de Carrera Panamericana met Jochen Mass als coureur.

## Onderscheidingen
- 2007: Shop des Jahres bij Chip in de categorieën laptops en TFT-schermen
- 2008: Shop des Jahres bij Chip Online in de categorie laptops
- 2009: Shop des Jahres bij Chip Online in de categorieën laptops, TFT-schermen en pc's
- 2012: 1e plaats Deutscher Online-Handels-Award 2012 in de categorie Computer & Consumer Electronics, Institute for Retail Research GmbH Keulen
- 2019: Top 5 in het Trendence-rapport "Meest aantrekkelijke werkgevers voor Young Professionals" in "Online Commerce"

## Weblinks
- Officiële website nbb.com

## Bron
- Dit artikel of een eerdere versie ervan is een (gedeeltelijke) vertaling van het artikel Notebooksbilliger.de op de Duitstalige Wikipedia, dat onder de licentie Creative Commons Naamsvermelding/Gelijk delen valt. Zie de bewerkingsgeschiedenis aldaar.